# Lav (album)
Lav (stilizirano: LAV) je peti studijski album Milice Pavlović. Izdao ga je Senorita Music 20. srpnja 2023.

## Popis pjesama
| Br. | Skladba                   | Trajanje |
| --- | ------------------------- | -------- |
| 1.  | »LAV«                     | 2:45     |
| 2.  | »Kučketina«               | 3:02     |
| 3.  | »Jaša«                    | 3:27     |
| 4.  | »Ne zovite me«            | 3:13     |
| 5.  | »Kraljica prokletih«      | 2:34     |
| 6.  | »Ilegala«                 | 3:06     |
| 7.  | »Lake note«               | 3:57     |
| 8.  | »Na Zemlji Bog«           | 3:03     |
| 9.  | »Dajem godinu«            | 2:54     |
| 10. | »Venčanje«                | 3:23     |
| 11. | »Status Quo (Desire RMX)« | 3:45     |

## Izdanja
| Regija | Datum            | Format(i)     | Izdavač        |
| ------ | ---------------- | ------------- | -------------- |
| Srbija | 20. srpnja 2023. | CD, USB stick | Senorita Music |